# Villarreal CF
Villarreal Club de Fútbol S.A.D. is een Spaanse voetbalclub uit Vila-real. De club werd opgericht op 10 maart 1923 als Club Deportivo Villarreal. De club speelt haar thuiswedstrijden in het Estadio de la Cerámica en won in 2021 haar eerste grote prijs in de geschiedenis, de UEFA Europa League.

## Geschiedenis

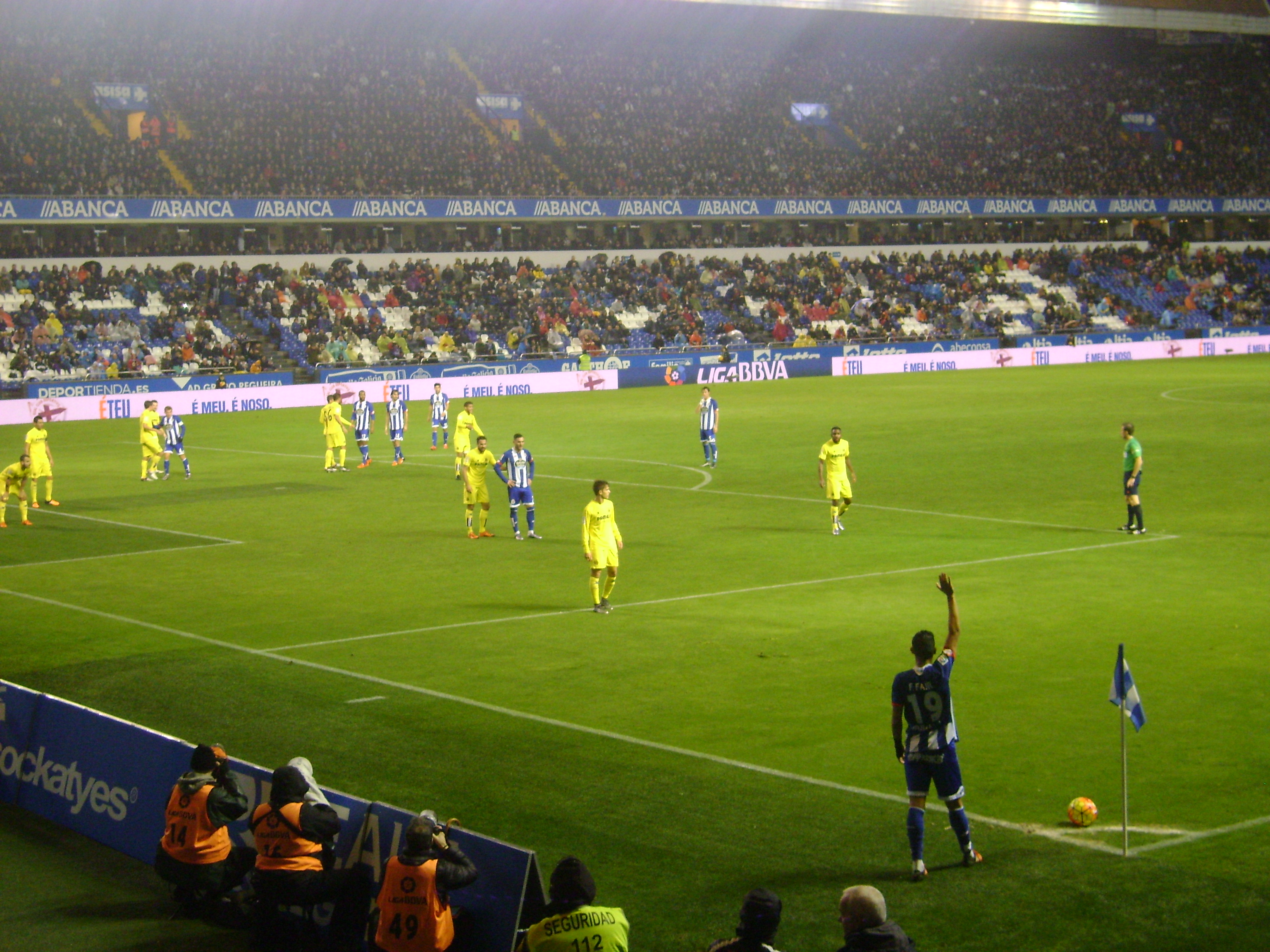
Deportivo tegen Villarreal

Villarreal CF werd opgericht op 10 maart 1923. In 1998 behaalde de club voor het eerst in de geschiedenis de Primera División. Het degradeerde na één seizoen alweer naar de Segunda División A, maar promoveerde vervolgens in 2000 opnieuw naar het hoogste niveau. In de loop der jaren groeide Villarreal uit tot een stabiele middenmoter die een serieuze uitdager werd van de topclubs, zowel in Spanje als in Europa.
De eerste successen waren in de UEFA Cup. In het seizoen 2003/04 werd de halve finale gehaald, waarin de latere winnaar Valencia te sterk was en een seizoen later reikte Villarreal tot de kwartfinale, waarin AZ echter de betere club was. Beide keren werd het toernooi behaald door overwinningen in de Intertoto Cup. Vervolgens was er na de goede prestaties op Europees niveau ook nationaal succes. De club werd in het seizoen 2004/05 knap derde, waardoor het zich plaatste voor de derde voorronde van de UEFA Champions League.

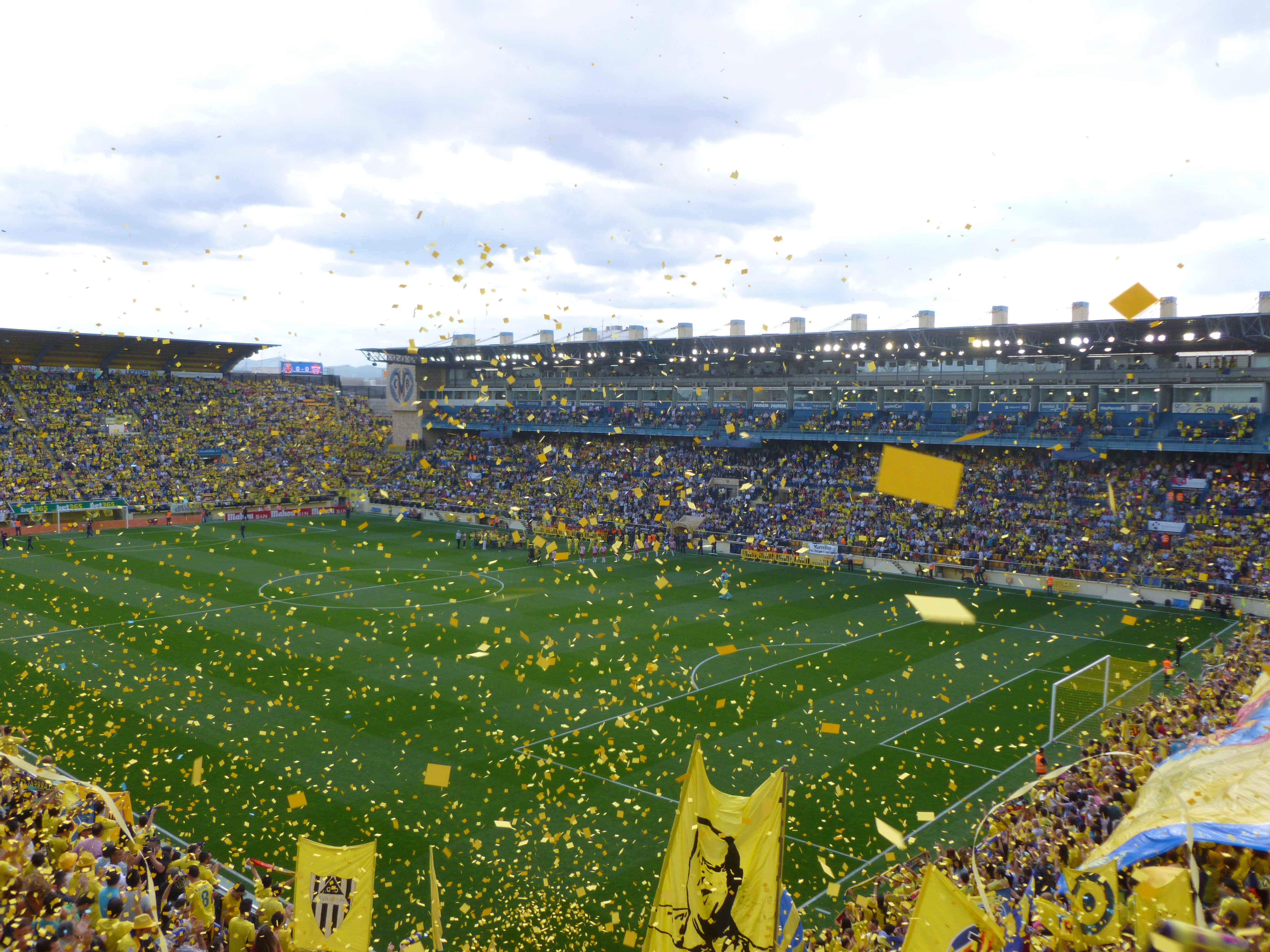
Promotiewedstrijd van Villarreal in 2013 in het Estadio de la Cerámica

De Champions League-campagne verliep zeer voorspoedig voor Villarreal. Na ten koste van Everton het hoofdtoernooi te hebben bereikt en in de groepsfase onder andere Manchester United achter zich te hebben gehouden, verraste Villarreal door bij de laatste zestien het Schotse Rangers uit te schakelen. Daar was het echter nog niet mee klaar, want op 4 april 2006 verbaasde Villarreal vriend en vijand met het doordringen tot de halve finale. Het team van hoofdtrainer Manuel Pellegrini won thuis met 1-0 van Internazionale, nadat het een week eerder in San Siro met 2-1 had verloren. Villarreal ging door op basis van uitdoelpunten, maar werd in de halve finales uitgeschakeld door Arsenal omdat het uit 1-0 werd en thuis 0-0.
Villarreal was kort afwezig geweest op het hoogste niveau in Spanje, maar keerde in 2013, na een seizoen afwezigheid, weer terug op het hoogste niveau. Hier groeide het opnieuw uit tot gedegen presterende middenmoter met eindnoteringen rond de zesde plaats en die recht geven op Europees voetbal. In het seizoen 2020/21 wist Villarreal door te dringen tot in de finale van de UEFA Europa League, die de ploeg van Unai Emery na strafschoppen wist te winnen van Manchester United. Villarreal is tot op de dag van vandaag, een subtopper op het hoogste niveau in Spanje. Op 24 oktober 2022 verliet Unai Emery de club. Een dag later maakte de club de komst van Quique Setién bekend.

## Erelijst
| Competitie         | Aantal | Jaren      |
| ------------------ | ------ | ---------- |
| UEFA Europa League | 1x     | 2021       |
| UEFA Intertoto Cup | 2x     | 2003, 2004 |
| Tercera División   | 1x     | 1970       |

## Overzichtslijsten

### Eindklasseringen
- 1950 1e
2e regionaal
- 1951 1e
2e regionaal
- 1952 7e
1e regionaal
- 1953 4e
1e regionaal
- 1954 2e
1e regionaal
- 1955 3e
1e regionaal
- 1956 1e
1e regionaal
- 1957 8e
Tercera División
- 1958 5e
Tercera División
- 1959 6e
Tercera División
- 1960 12e
Tercera División
- 1961 14e
Tercera División
- 1962 14e
1e regionaal
- 1963 15e
1e regionaal
- 1964 6e
1e regionaal
- 1965 3e
1e regionaal
- 1966 3e
1e regionaal
- 1967 1e
1e regionaal
- 1968 3e
Tercera División
- 1969 9e
Tercera División
- 1970 1e
Tercera División
- 1971 16e
Segunda División
- 1972 17e
Segunda División
- 1973 12e
Tercera División
- 1974 12e
Tercera División
- 1975 8e
Tercera División
- 1976 13e
Tercera División
- 1977 2e
1e regionaal
- 1978 15e
Tercera División
- 1979 13e
Tercera División
- 1980 9e
Tercera División
- 1981 16e
Tercera División
- 1982 7e
Tercera División
- 1983 14e
Tercera División
- 1984 13e
Tercera División
- 1985 14e
Tercera División
- 1986 6e
Tercera División
- 1987 3e
Tercera División
- 1988 2e
Segunda División B
- 1989 4e
Segunda División B
- 1990 18e
Segunda División B
- 1991 2e
Tercera División
- 1992 2e
Segunda División B
- 1993 13e
Segunda División
- 1994 16e
Segunda División
- 1995 10e
Segunda División
- 1996 15e
Segunda División
- 1997 10e
Segunda División
- 1998 4e
Segunda División
- 1999 18e
Primera División
- 2000 3e
Segunda División
- 2001 7e
Primera División
- 2002 15e
Primera División
- 2003 15e
Primera División
- 2004 8e
Primera División
- 2005 3e
Primera División
- 2006 7e
Primera División
- 2007 5e
Primera División
- 2008 2e
Primera División
- 2009 5e
Primera División
- 2010 7e
Primera División
- 2011 4e
Primera División
- 2012 18e
Primera División
- 2013 2e
Segunda División
- 2014 6e
Primera División
- 2015 6e
Primera División
- 2016 4e
Primera División
- 2017 5e
Primera División
- 2018 5e
Primera División
- 2019 14e
Primera División
- 2020 5e
Primera División
- 2021 7e
Primera División
- 2022 7e
Primera División
- 2023 5e
Primera División
- 2024 8e
Primera División
- 2025 5e
Primera División

- Primera División
- Segunda División
- Segunda División B
- Tercera Federación
- 1e regionaal
- 2e regionaal

## Villarreal in Europa
Villarreal CF speelt sinds 2002 in diverse Europese competities. Hieronder staan de competities en in welke seizoenen de club deelnam. De jaren die het wist te winnen staan dikgedrukt:
- Champions League (6x)

2005/06, 2008/09, 2011/12, 2016/17, 2021/22, 2025/26
- Europa League (9x)

2009/10, 2010/11, 2014/15, 2015/16, 2016/17, 2017/18, 2018/19, 2020/21, 2023/24
- Conference League (1x)

2022/23
- UEFA Cup (3x)

2003/04, 2004/05, 2007/08
- Intertoto Cup (4x)

2002, 2003, 2004, 2006

## Overige elftallen

### Villarreal CF B

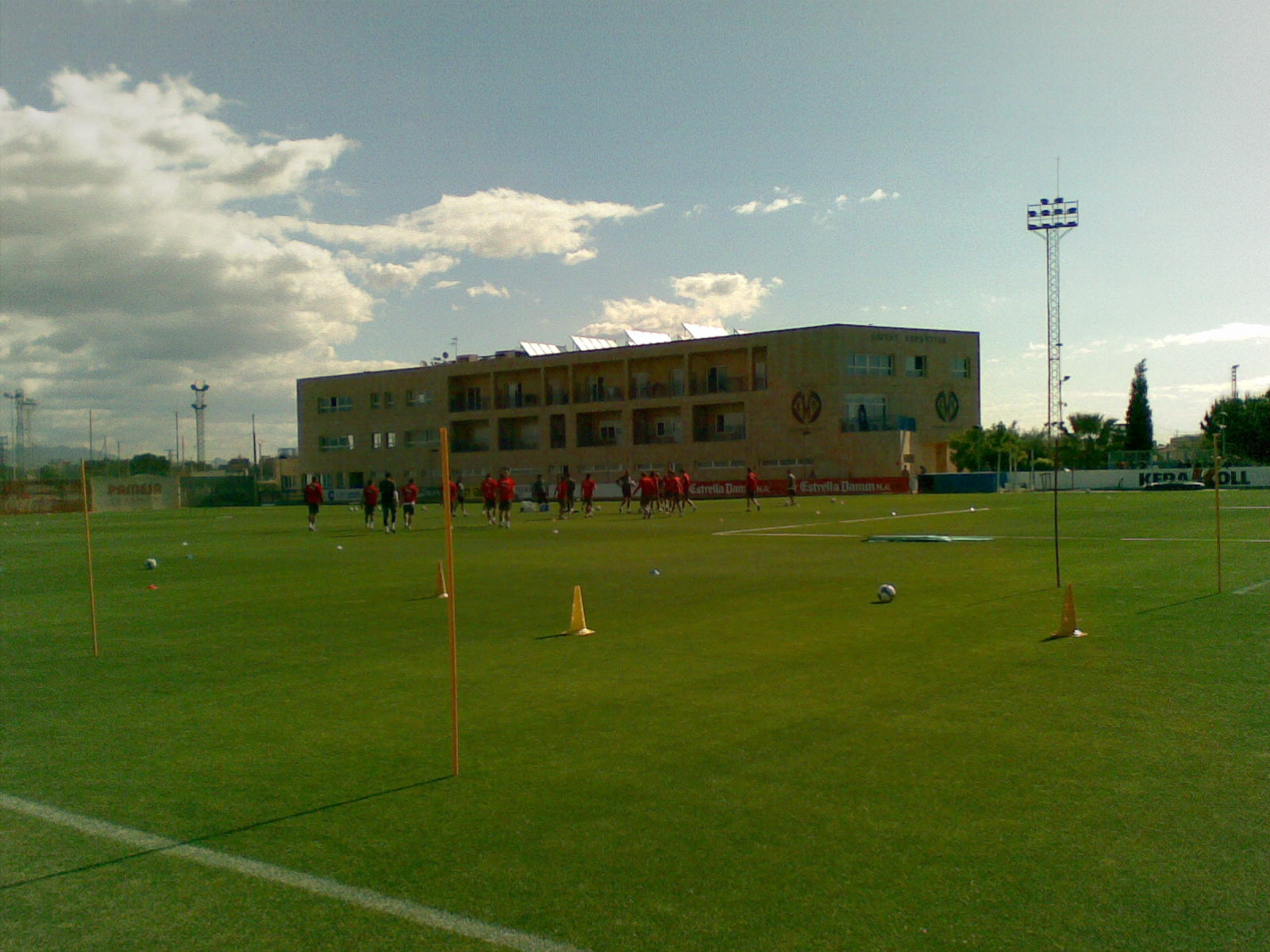
Ciudad Deportiva Villarreal

Villarreal Club de Futbol B is het tweede elftal van de Spaanse voetbalclub Villarreal. Het team speelt zijn thuiswedstrijden op het Ciudad Deportiva Villarreal dat plaats biedt aan 5.000 toeschouwers.
Tot 2003 speelde Villarreal B in de Spaanse amateurdivisies. In 2003 promoveerde het team naar de Tercera División, het vierde profniveau. Promotie naar de Segunda División B volgde in 2007. In het seizoen 2008/2009 eindigde Villarreal B als nummer twee in de Grupo III van de Segunda División B, waarna het in de play-offs promotie behaalde naar de Segunda División A.
Toen op het einde van het seizoen 2011-2012 het A team degradeerde naar de Segunda División A moest het B team vanaf seizoen 2012-2013 noodgedwongen een stapje terug zetten naar de Segunda División B.
Tijdens het seizoen 2021/22 werd de ploeg vice kampioen na FC Andorra en plaatste zich zo voor de eindronde. Tijdens de eerste ronde werd UD Logroñés met 3-1 uitgeschakeld en in de finale werd met 2-0 gewonnen van Gimnàstic de Tarragona. Zo speelt de ploeg vanaf seizoen 2022/23 weer op het niveau van de Segunda División A.

### Villarreal CF C
Villarreal Club de Futbol C is het derde elftal van de Spaanse voetbalclub Villarreal CF. Het team is opgericht in 2003 en komt uit in de Tercera División, groep 6. Het speelt zijn thuiswedstrijden op het Ciudad Deportiva Villarreal.

## Bekende (oud-)Submarinos

### Spelers
- David Albelda
- Raul Albiol
- Paco Alcácer
- Enríque Álvarez
- Ángel
- Sergio Asenjo
- Carlos Bacca
- Joan Capdevila
- Santi Cazorla
- Arnaut Danjuma
- Diego Forlán
- Ramiro Funes Mori
- Mario Gaspar
- Diego Godín
- Jonathan de Guzman
- Josemi
- Nihat Kahveci
- Jan Kromkamp
- Jorge López
- Alberto Moreno
- Gerard Moreno
- Mateo Musacchio
- Nilmar
- Andrés Palop
- Dani Parejo
- Juan Manuel Peña
- Nicolas Pépé
- Ayoze Pérez
- Robert Pirès
- Pepe Reina
- Juan Román Riquelme
- Roger
- Giuseppe Rossi
- Marcos Senna
- Bruno Soriano
- Jon Dahl Tomasson
- Pau Torres
- Luciano Vietto
- Cristián Zapata

### Trainers
- Unai Emery
- Marcelino
- Víctor Muñoz
- Manuel Pellegrini
- Ernesto Valverde
- Quique Setién

## Trivia
- In Spanje wordt Villarreal ook El Submarino Amarillo (de gele duikboot) genoemd. Deze bijnaam is een verwijzing naar het gelijknamige nummer van de Spaanse band 'Los Mustang' die in 1966 een cover uitbracht van de Beatles-hit Yellow Submarine. De club werd zo genoemd omwille van haar gele thuisuitrusting en haar underdog-reputatie tegenover de Spaanse topclubs.
- Sinds 19 februari 2010 heeft Villarreal CF een officiële Nederlandse supportersvereniging, Los Piratas Amarillos (de Gele Piraten). De Gele Piraten wordt door Villarreal CF erkend als officieel supportersorgaan en was de vijfde buitenlandse supportersvereniging van Villarreal CF ter wereld (na België, Finland, Slowakije en de Verenigde Staten).